# Sương khói

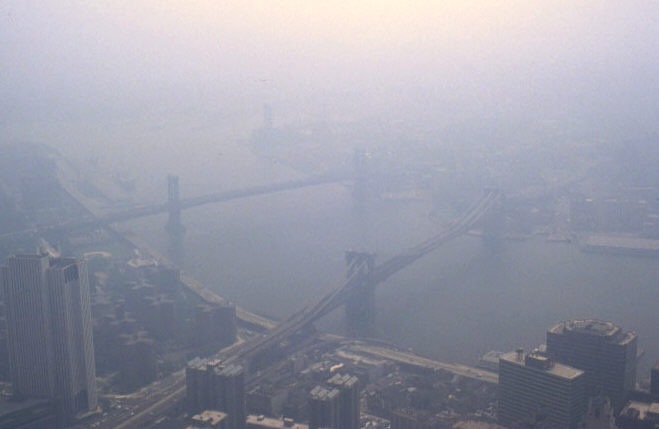
Sương khói ở New York City nhìn từ World Trade Center năm 1988

Biển báo giao thông tiếng Đức đến năm 2008, Verkehrsverbot bei Smog (Cấm lưu thông trong điều kiện sương khói)

Sương khói (tiếng Hán: 煙霧, yên vụ) là một loại chất gây ô nhiễm không khí. Từ "sương khói" được tạo ra trong những năm đầu thế kỷ 20 như là một từ ghép giữa các từ khói và sương mù để nói tới sương mù khói. Từ này sau đó đã được dành để chỉ hiện tượng được gọi là súp đậu sương mù, một vấn đề nghiêm trọng ở London từ thế kỷ 19 đến giữa thế kỷ 20. Đây là loại sương mù được gây ra bởi việc đốt một lượng lớn than trong một thành phố; khói sương này có chứa các hạt bồ hóng từ khói, sulfur dioxide và các thành phần khác.
Sương khói hiện đại, như ở Los Angeles, là một loại ô nhiễm không khí có nguồn gốc từ khí thải xe cộ từ động cơ đốt trong và khói công nghiệp mà phản ứng trong bầu không khí với ánh sáng mặt trời để tạo thành chất gây ô nhiễm thứ cấp mà còn kết hợp với các khí thải chính để tạo thành sương khói quang hóa. Ở một số thành phố khác, chẳng hạn như Delhi, khói mức độ nghiêm trọng thường trầm trọng hơn do đốt rơm ở các khu vực nông nghiệp lân cận. Các mức độ ô nhiễm khí quyển của Los Angeles, Bắc Kinh, Delhi, Mexico City và thành phố khác đang tăng đảo ngược mà bẫy ô nhiễm gần mặt đất. Nó thường rất độc hại cho con người và có thể gây bệnh nghiêm trọng, rút ngắn tuổi thọ hoặc tử vong.
Ở Việt Nam, gần đây thường xuyên xuất hiện sương khói "mù quang hóa" ở các đô thị lớn như Hà Nội, Thành phố Hồ Chí Minh, trong khi các nhà khoa học xác định nguyên nhân xuất phát từ chính hoạt động xả thải của các phương tiện cơ giới, phương tiện tham gia giao thông với mật độ ngày càng dày đặc vào khu vực nội thị của các thành phố này.

## Nguyên nhân

### Than đá
Lửa than, được sử dụng để sưởi ấm các tòa nhà riêng lẻ hoặc trong một nhà máy điện sản xuất, có thể phát ra những đám mây khói đáng kể góp phần vào sương khói. Ô nhiễm không khí từ nguồn này đã được ghi nhận tại Anh kể từ thời Trung Cổ. Đặc biệt là London đã nổi tiếng vào giữa thế kỷ thứ 20 với sương khói do đốt than gây ra, mà đã được đặt biệt danh "súp hạt đậu". Ô nhiễm không khí thuộc loại hình này vẫn còn là một vấn đề trong khu vực tạo ra khói đáng kể từ việc đốt than, như sự chứng kiến đợt sương khói mùa thu  năm 2013 tại Cáp Nhĩ Tân, Trung Quốc, nơi đã phải đóng cửa đường sá, trường học, và sân bay.

### Khí thải từ xe cộ
Khí thải giao thông - chẳng hạn như từ xe tải, xe buýt, và xe ô tô - cũng đóng góp phần tạo sương khói. Dù các sản phẩm từ hệ thống xả của xe gây ô nhiễm không khí và là một thành phần quan trọng trong việc tạo ra sương mù ở một số thành phố lớn.
Thủ phạm chính từ các nguồn vận chuyển là cacbon monoxide (CO), nitơ oxide (NO và NOx), các hợp chất hữu cơ dễ bay hơi, sulfur dioxide, và hydrocarbon. Những phân tử này phản ứng với ánh sáng mặt trời, nhiệt, amonia, độ ẩm, và các hợp chất khác để tạo thành hơi độc, ôzôn mặt đất, và các hạt mà bao gồm sương khói.

### Sương khói quang hóa
Sương khói quang hóa  chủ yếu do khí thải SO2 và khói từ hoạt động giao thông và công nghiệp. Sương mù quang hóa được hình thành trong một điều kiện thời tiết nhất định: có đủ ánh sáng, đủ nồng độ của chất ô nhiễm (khói, SO2 hoặc O3) và điều kiện địa lý, khí hậu không thuận tiện để khuếch tán các khí ô nhiễm đó. Đây là một loại ô nhiễm không khí nghiêm trọng, ảnh hưởng mạnh đến sức khỏe con người.
Hỗn hợp các chất gây ô nhiễm không khí độc hại có thể bao gồm:
- Các chất aldehyde
- Các oxide nitơ, như NO2
- Các peroxyacyl nitrat
- Ôzôn đối lưu
- Các chất gây ô nhiễm không khí

Tất cả những hóa chất mạnh thường có hoạt tính cao và tính oxy hóa. Sương khói quang hóa do đó được xem là một vấn đề của công nghiệp hóa hiện đại. Nó hiện diện trong tất cả các thành phố hiện đại, nhưng nó là phổ biến hơn ở các thành phố có nắng, ấm áp, khí hậu khô và một số lượng lớn các loại xe cơ giới. Do nó đi theo gió, nó có thể ảnh hưởng các khu vực có dân cư thưa thớt.

### Các nguyên nhân tự nhiên
Một ngọn núi lửa phun trào cũng có thể phát ra ở mức độ cao của lưu huỳnh dioxide cùng với một số lượng lớn các hạt vật chất; hai thành phần quan trọng vào việc tạo ra sương khói. Tuy nhiên, sương mù tạo ra như là một kết quả của một vụ phun trào núi lửa thường được biết đến là vog để phân biệt nó như là một sự xuất hiện tự nhiên.
Chất carbon phóng xạ của một số loài thực vật có liên quan đến sự phân bố của sương khói ở một số khu vực. Ví dụ, các bụi cây creosote ở khu vực Los Angeles đã được chứng minh là có tác động vào phân phối sương khói đó là hơn là chỉ do đốt nhiên liệu hóa thạch.